# Eduardo Palomo
Eduardo Estrada Palomo (Cidade do México, 13 de maio de 1962 — Los Angeles, 6 de novembro de 2003) foi um ator mexicano. Filho de Jesús Estrada e Miliza Palomo, irmão de Jesus Jr. e Susana, casou-se com a atriz Carina Ricco, com quem teve dois filhos, Fiona e Luca.

## Biografia
Eduardo estudou até o preparatório na escola "Juventud". Pouco antes de deixar a escola  estudou design gráfico na UNAM para ser um ator. Como um ator, foi aluno de  Julio de Castillo no "Instituto Andres Soler" estudou canto, dança, expressão corporal e, também foi um aluno do (CEA) da Televisa.
Em 1974, Eduardo Palomo começou no teatro com 12 anos de idade na peça "Los diez mandamientos". E em 1975 participou da obra infantil "Mi dulce sueño". Daí teve trabalhos nos palcos em mais de quinze obras, incluindo: "Requiem a Mozart" (1994), "Complacencias (1993"), "Sugar" (1992), e  "Enemigo de Clase" (1991).
Encontrou fama com o sucesso na telenovela de 1993 Corazón salvaje, interpretando Juan del diablo, um dos protagonista da trama. Com o sucesso ele passou a fazer vários outras telenovelas e filmes no México. Ele também gravou um CD 'Mover El Tiempo ", em 1993.
Eduardo estava determinado a não atuar em qualquer outro telenovela após Ramona co-estrelada pela atriz Kate del Castillo, mas sua imagem ficou marcada atuando em Corazón salvaje isso era algo que ele não podia negar.
Ele estava trabalhando em uma produção da peça teatral "La Una Pareja Con Angel" escrita por ele e com êxito produzida no México, quando pouco antes de morreu.
Palomo estava em processo de mudança para os Estados Unidos pela sua audiência na televisão, onde estrelou um hóspede na mostra, como "Arrested Development" e "Kingpin" e foi a estrela em uma série da rede CBS. Seu último filme foi um Un día sin mexicano.
Ele iria mudar de sua terra natal México, para prosseguir uma carreira em Hollywood. Faleceu em 8 de novembro de 2003, aos 41 anos de idade vitima de um ataque cardíaco durante um jantar em um restaurante de Los Angeles. Ele estava envolvido ativamente em Dianetics e Cientologia.

## Telenovelas
- "Ramona" (2000) ....  Alejandro de Assís
- "Huracán" (1998) .... Ulises
- "Morir dos veces" (1996)  .... Esteban Pizarro
- "Corazón salvaje"(1993) .... Juan "del Diablo" Alcazar y Valle
- "Clube do Chaves" (1994) Ele mesmo
- "Triángulo" (1992) …. Ivan Villafranca
- "La Pícara Soñadora" (1991) .... Alfredo Rochild / Carlos Pérez
- "Alcanzar una estrella II"  (1991) .... Gabriel Loredo
- "Yo compro esa mujer" (1990) .... Frederico Torres Landa
- "La fuerza del amor" (1990)
- "La casa al final de la calle" (1988)
- "Lista negra" (1987)
- "Tal como somos" (1987)
- Juana Iris (1986)
- "Cautiva" (1986)
- "El ángel caído" (1985) .... Juan José
- "Eclipse" (1984)
- "Lo que el amor no perdona" (1982)
- "Mañana es primavera" (1982)
- "Por amor" (1981)

## Filmografia
- 2004 Un día sin mexicano .... Roberto Quintana
- 2003 El Misterio del Trinidad .... Juan Aguirre
- 2003 Key Decisions como Everado
- 2002 Cojones
- 1999 Tarzán, Voz. Disney
- 1999 Crónica de un desayuno
- 1993 Las Mil y una aventuras del metro
- 1992 Gertrudis Bocanegra .... Esteban Díaz
- 1991 Mi querido Tom Mix .... Tom Mix
- 1991 Bandidos
- 1990 La mujer de Benjamín
- 1990 El Extensionista
- 1989 Derrumbe .... Fabián Cruz
- 1989 Rojo Amanecer
- 1985 El Destructor
- 1983 Líneas Cruzadas
- 1982 Sin privilegios

## Discografia
Em 1993 gravou seu primeiro e único disco, com dez canções, o disco tinha o título: "Mover el Tiempo".
- Mudándome de Ti
- Tira de la Rueda
- Amada Hasta el Fin
- Convirtiendo
- Sara
- Las Cuentas Claras
- Gente Normal
- Quién Va a Perder
- Girando en un Sentido
- Piel Con Piel